# (29584) 1998 FQ60
A (29584) 1998 FQ60 a Naprendszer kisbolygóövében található aszteroida. A LINEAR projekt keretében fedezték fel 1998. március 20-án.